# Insula regelui

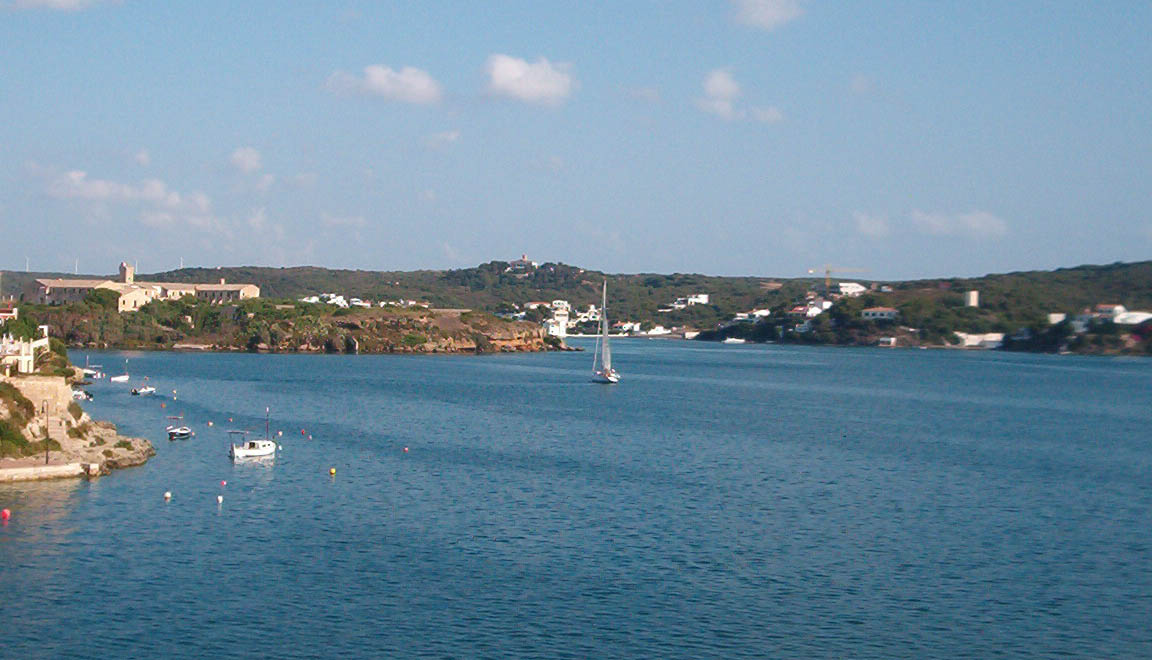
Insula Regelui, în Portul Mahón, Menorca

Insula Regelui (catalană Illa del Rei), este un ostrov în portul de Mahon, situat în partea din față a satului de Es Castell (sud) și Cala Llonga (nord), în Insula Menorca.
Se numește așa pentru că este locul unde regele Alfonso III a  debarcat în anul 1287, atunci când a venit pentru a cuceri insula de sub dominația musulmană.

Ea este caracterizată prin silueta ruinelor fostului spital militar construit de britanici în secolul al optsprezece-lea. In engleză a fost numit Bloody Island (Insula sângeroasă) pentru rolul spitalului. Ansamblul a funcționat până la mijlocul secolului douăzecea-lea, când a fost abandonat și a început un declin serios. Astăzi, prin intermediul asociației  Amics de l'Illa de l'Hospital (Prietenii Insulei Spital), aspectul insulei va fi recuperat și este de așteptat pentru a finaliza lucrările în 2011.
Încă se mai păstrează urmele unei biserici paleocreștine din secolul VI d.Hr.
Pe insula trăiește o șopîrlă endemica Podarcis lilfordi.